# 원윤종
원윤종(元潤鐘, 1985년 6월 17일~)은 대한민국의 봅슬레이 선수이다. 2018년 동계 올림픽 봅슬레이 남자 4인승에 유일한 대한민국 대표팀으로 출전하였으며, 대한민국 올림픽 출전 사상 처음으로 봅슬레이 종목 메달을 획득하였으며, 아시아에서 스켈레톤 윤성빈에 이어 썰매 종목 두번째 메달을 획득하였다.

## 선수 경력
1985년 대한민국 서울특별시 중랑구 면목동에서 태어났다. 면목고등학교를 졸업하고 성결대학교 체육교육과에 진학한 그는 2010년 8월 평창 알펜시아 리조트에 새로 열린 썰매 스타트 전용 훈련장에서 치러진 첫 국내 선발전에서 26살이라는 늦은 나이에 같은학교 후배인 서영우와 함께 대한민국 국가대표가 되었다. 그리고 잠재력을 본 이용 감독이 가능성을 평가해 강광배의 은퇴 후 비어 있었던 봅슬레이 파일럿 자리에 그를 배치했다. 이후 2010년 12월 봅슬레이 월드컵을 시작으로 첫 국제 무대에 데뷔했다. 본래 봅슬레이 2인승에서는 전정린과 함께했으나, 2013년 여름부터 서영우와 호흡을 맞춰 오고 있다.
2014년 동계 올림픽 봅슬레이에 대한민국 국가대표로 출전했다. 당시 서영우가 브레이크맨이었던 대한민국 1호 썰매팀으로 남자 2인승 종목에 출전하였으나 18위에 그쳤다. 이후 전정린, 석영진과 함께 남자 4인승에도 출전했지만 20위로 경기를 마쳤다.
2014/2015년 시즌 세계 선수권 대회 2인승 종목에서 5위라는 개인 최고 기록을 세웠다. 또 2015/2016시즌 월드컵에서 캐나다 휘슬러와 독일 쾨닉세에서 1위를 달성하며, 2015/16시즌 봅슬레이 월드컵에서 남자 2인승 부문 종합순위 1위라는 신기록을 세웠다. 이 같은 기록으로 원윤종은 평창동계올림픽 남자 2인승 종목의 메달을 노릴 수 있는 유망주로 주목받기 시작했다.
2018년 동계 올림픽 개막식에서는 코리아 선수단 기수를 맡아 조선민주주의인민공화국의 여자 아이스하키 선수인 황충금과 함께 한반도기를 들고 공동 입장하였다. 
2018년 2월 24일부터 25일까지 이틀에 걸쳐 대한민국 평창 올림픽 슬라이딩 센터에서 열린 2018년 동계 올림픽 봅슬레이 남자 4인승 경기에서, 1∼4차 시기 종합 3분 16초 38을 기록하였다. 이로서 독일의 발터 팀과 100분의 1초까지 기록이 같아 공동 올림픽 은메달을 수여받았으며, 대한민국은 물론 아시아 최초의 봅슬레이 종목 올림픽 메달이라는 쾌거를 이룩했다.
2022년 베이징올림픽 대한민국 봅슬레이 국가대표 및 선수단 주장으로 참가 한다.